# Émilien Devic
Pour les articles homonymes, voir Devic.
Émilien Devic, né le 16 novembre 1888 à Romainville et mort le 21 août 1944, est un footballeur français. 
Il évoluait au poste de défenseur ou de milieu de terrain.

## Biographie
Émilien Devic obtient sa première sélection en équipe de France de football en 1911, alors qu'il joue au Cercle athlétique de Paris. Il dispute en tout neuf rencontres avec la sélection nationale jusqu'en 1921 et marque deux buts : l'un contre la Suisse en 1914 (2-2), et l'autre pour sa dernière sélection, face à l'Italie en février 1921 (1-2). 
Après son passage au CA Paris, Devic porte les couleurs du Racing Club de France puis du Red Star pendant la saison 1913-1914, au cours de laquelle il fait partie de la sélection de la LFA. Il joue ensuite pour l'équipe du CASG Paris, avec lequel il remporte la Coupe de France de football 1918-1919, avant de retourner au Racing de 1919 à 1921,.
Il dispute également la finale perdu des Jeux interalliés le 29 juin 1919, face aux Tchèques.
Il est résistant pendant la Seconde Guerre mondiale, et meurt fusillé en 1944.